# Мичетићи
Мичетићи (итал. Micetti) је насељено место у Републици Хрватској у Истарској жупанији. Административно је у саставу Града Пореча.

## Становништво
Према последњем попису становништва из 2001. године у насељу Мичетићи су живела 22 становника који су живели у 6 породичних и 2 самачка домаћинстава.
Кретање броја становника по пописима 1857—2001.
| година пописа  | 1857. | 1869. | 1880. | 1890. | 1900. | 1910. | 1921. | 1931. | 1948. | 1953. | 1961. | 1971. | 1981. | 1991. | 2001. |
| бр. становника | 0     | 0     | 11    | 0     | 6     | 20    | 0     | 0     | 15    | 13    | 10    | 8     | 13    | 10    | 22    |

Напомена:У 1857, 1869, 1921. и 1931. подаци су садржани у насељу Жбандај.1880, 1900, 1910. i 1948. исказано као део насеља. 